# UFC 247
UFC 247: Jones vs. Reyes è stato un evento di arti marziali miste tenuto dalla Ultimate Fighting Championship l'8 febbraio 2020 al Toyota Center di Houston, negli Stati Uniti.

## Risultati
|                                        | Divisione            |                          |                 |                   | Metodo                                      | Round           | Tempo           | Premio          |
| Card Principale                        | Card Principale      | Card Principale          | Card Principale | Card Principale   | Card Principale                             | Card Principale | Card Principale | Card Principale |
| -------------------------------------- | -------------------- | ------------------------ | --------------- | ----------------- | ------------------------------------------- | --------------- | --------------- | --------------- |
| Sfida valida per il titolo di campione | Pesi mediomassimi    | Jon Jones (c)            | batte           | Dominick Reyes    | Decisione unanime (48–47, 48–47, 49–46)     | 5               | 5:00            |                 |
| Sfida valida per il titolo di campione | Pesi mosca femminili | Valentina Shevchenko (c) | batte           | Katlyn Chookagian | KO tecnico (gomitate e pugni)               | 3               | 1:03            |                 |
|                                        | Pesi massimi         | Justin Tafa              | batte           | Juan Adams        | KO tecnico (pugni)                          | 1               | 1:59            |                 |
|                                        | Pesi piuma           | Dan Ige                  | batte           | Mirsad Bektić     | Decisione non unanime (28–29, 29–28, 29–28) | 3               | 5:00            |                 |
|                                        | Pesi massimi         | Derrick Lewis            | batte           | Ilir Latifi       | Decisione unanime (29–28, 29–28, 29–28)     | 3               | 5:00            |                 |
| Card Preliminare (ESPN)                |                      |                          |                 |                   |                                             |                 |                 |                 |
|                                        | Pesi medi            | Trevin Giles             | batte           | James Krause      | Decisione non unanime (28–29, 29–28, 29–28) | 3               | 5:00            | FOTN            |
|                                        | Pesi mosca femminili | Lauren Murphy            | batte           | Andrea Lee        | Decisione non unanime (28–29, 29–28, 30–27) | 3               | 5:00            |                 |
|                                        | Pesi welter          | Kalinn Williams          | batte           | Alex Morono       | KO (pugni)                                  | 1               | 0:27            | POTN            |
|                                        | Pesi gallo           | Mario Bautista           | batte           | Miles Johns       | KO tecnico (ginocchiata volante e pugni)    | 2               | 1:41            | POTN            |
| Card Preliminare (UFC Fight Pass)      |                      |                          |                 |                   |                                             |                 |                 |                 |
|                                        | Pesi gallo           | Journey Newson           | batte           | Domingo Pilarte   | KO tecnico (pugni)                          | 1               | 0:38            |                 |
|                                        | Pesi gallo           | Andre Ewell              | batte           | Jonathan Martinez | Decisione non unanime (28–29, 29–28, 30–27) | 3               | 5:00            |                 |
|                                        | Pesi piuma           | Youssef Zalal            | batte           | Austin Lingo      | Decisione unanime (30–27, 30–27, 30–27)     | 3               | 5:00            |                 |

## Premi
I lottatori premiati ricevettero un bonus di 50.000 dollari.
Legenda:
- FOTN: Fight of the Night (vengono premiati entrambi gli atleti per il miglior incontro dell'evento)
- POTN: Performance of the Night (viene premiato il vincitore per la migliore performance dell'evento)